# أنغوس ويلسون
أنغوس ويلسون (بالإنجليزية: Angus Wilson)‏‏ (11 أغسطس 1913 - 31 مايو 1991 في باري سانت أدموندز)؛ أمين مكتبة، وأستاذ جامعي، وكاتب، وروائي من المملكة المتحدة.

## الجوائز
- نيشان الامبراطورية البريطانية من رتبة قائد
- الجائزة التذكارية لجيمس تايت بلاك [الإنجليزية]‏
- لقب فارس

## روابط خارجية
- أنغوس ويلسون على موقع الموسوعة البريطانية (الإنجليزية)
- أنغوس ويلسون على موقع إن إن دي بي (الإنجليزية)